# 比利兰市

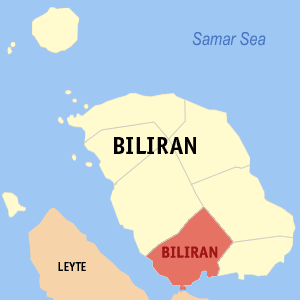
比利兰市所在地

比利蘭市（英語：Biliran）是菲律賓比利蘭省轄下的八個自治市之一。比利蘭市的居民講的語言主要是瓦瑞語。

## 面積
根據菲律賓統計局的數據，比利蘭市的總面積為70.30平方公里（27.14平方英里），佔比利蘭省總面積536.01平方公里（206.95平方英里）的13.12%。

## 人口
根據菲律賓官方於2020年所做的人口普查數據顯示：居住於比利蘭市的總人口數量為17662人。

## 描籠涯
比利蘭市轄下共分為11個描籠涯。